# Aranc
Aranc es una comuna francesa situada en el departamento de Ain, de la región de Auvernia-Ródano-Alpes.

## Geografía
Situada en la meseta de Hauteville a 780 m s. n. m., la comuna de Aranc agrupa a varias aldeas dispersas.

## Demografía
| 329 | 296 | 269 | 273 | 291 | 275 | 285 | 314 | 326 |
| Para los censos de 1962 a 1999 la población legal corresponde a la población sin duplicidades (Fuente: INSEE [Consultar]) |     |     |     |     |     |     |     |     |